# 山浦ひさしのトコトン!1スタ
『山浦ひさしのトコトン!1スタ』（やまうらひさしのトコトンいちスタ）は、2012年4月16日から2013年3月29日までテレビ愛知で放送されたワイドショー。テレビ愛知本社第1スタジオからの生放送。略称は「1スタ」あるいは「トコトン」。

## 概要
毎回日本の政治・経済・衣食住などを話題に取り上げていたワイドショーで、コメンテーターに招いた文化人たちの論説と意見交換によってそれらに深く踏み込んでいくことをコンセプトにしていた。名古屋市の繁華街や中部国際空港などで収録してきたインタビュー映像も番組進行に活用していたが、地元の話題だけに留まらない内容を取り扱うようにしていた。
それまで平日15時台に放送されていたローカル情報番組『3時のつボッ!』に替わってスタートした帯番組で、司会はかつて同番組のレギュラーだった山浦ひさしと名越涼子が務めていた。また、その他のレギュラー陣も同番組からの継続出演者たちが務めていた。放送開始当初は街頭からの生中継企画を行ったり、番組自体のコンセプトとは無関係なテレビショッピングのコーナーを入れたりもしていたが、番組はこれらを早々に廃止し、以後は山浦とコメンテーターたちによるスタジオトークに的を絞るようになった。また、番組公式サイトには当初、生放送の終了直後に山浦が書き綴ったその日のテーマに対しての感想や、東海エリア在住者たちからの意見およびアンケートの集計結果（テレビ愛知ケータイクラブ調べ）などが掲載されていたが、これも2012年10月の更新とともに無くなった。
なお、この番組が使用していたLEDデジタルサイネージビジョン等のセットは第1スタジオに常設されており、同じくテレビ愛知で放送されるローカル番組用のセットとしても使われている（プロ野球ナイター中継の副音声スタジオ、世界コスプレサミット関連特番のスタジオパート、後述の関連番組『トコトン!サタデー』のスタジオパート等）。

## 放送時間
いずれも日本標準時。基本的には週5日間の放送だったが、『3時のつボッ!』時代と同様に祝日には放送を休止していた。
- 月曜 - 金曜 13:00 - 13:35 （2012年4月 - 2012年6月）
- 月曜 - 金曜 12:59 - 13:35 （2012年7月 - 2013年3月）

## 出演者
このうちレギュラーコメンテーターは、2012年10月の番組公式サイトリニューアル前までは「しゃべりニスタ」と表記されていた。それ以降は名越が「トコトン!ファミリー」と番組内で呼称していた。

### MC
- 山浦ひさし
- 名越涼子（当時テレビ愛知アナウンサー）

### レギュラーコメンテーター
- 細川昌彦（中部大学教授） - 月曜担当。全期間にわたって出演。
- 須田慎一郎（経済ジャーナリスト） - 月曜担当。全期間にわたって出演（不定期）。
- 飯尾歩（中日新聞論説委員） - 火曜担当。全期間にわたって出演。
- 大竹敏之（フリーライター） - 水曜担当。2012年4月から同年9月まで出演。
- やくみつる（漫画家） - 水曜担当。全期間にわたって出演（不定期）。
- 柴田薫（ライフコンサルタント） - 2012年9月までは木曜担当、同年10月以降は水曜担当。全期間にわたって出演。
- 郷原信郎（元特捜検事） - 木曜担当。2012年4月から同年8月まで出演（不定期）。
- 大谷昭宏（ジャーナリスト） - 木曜担当。2012年5月から2013年3月まで出演（不定期）。
- 小沢武史（日本経済新聞社名古屋編集部長） - 木曜担当。2012年10月から2013年3月まで出演。
- 横田佳代子（企画プロデューサー） - 金曜担当。2012年4月から同年9月まで出演。
- 東国原英夫（前宮崎県知事） - 金曜担当。2012年4月から同年11月まで出演（不定期）。第46回衆議院議員総選挙出馬後の2013年1月18日放送分ではゲストコメンテーターとして出演した。
- 内田俊宏（三菱UFJリサーチ&コンサルティングエコノミスト） - 金曜担当。2012年10月から2013年3月まで出演。

### その他の主な出演者
- 相澤伸郎（テレビ愛知アナウンサー） - 月曜から木曜までの「日刊1スタ」および金曜の「週刊1スタ」を担当。全期間にわたって出演。
- 菊池優（当時テレビ愛知アナウンサー） - 放送開始当初に行われていた街頭からの生中継リポートを担当。2012年4月から同年5月まで出演。
- 水城あやの - 平松とともに「トコトン!ツウ」を担当。2012年5月から同年7月まで出演。
- 平松伴康 - 水城とともに「トコトン!ツウ」を担当。2012年5月から同年7月まで出演。
- 織田雄二 - 平松が休暇を取っている間の代理で「トコトン!ツウ」に出演していた。2012年7月中のみの出演。

## スタッフ
- ナレーター - 鈴木林蔵、松のちよみ、中村広司（2012年7月中のみ）
- 衣裳協力 - MEN'S SHOP カトー、OBST、haushca、armoire caprice、ORIHICA、Tiaclasse
- LED - 日本ユーザック、関西光電、メイテツコム
- 技術協力 - アイプロ、TVAオペレーションズ
- 制作著作 - テレビ愛知

## 主な放送内容
きょうの天気・あすの天気
番組の冒頭で行われていたミニコーナーで、名越が放送日当日と翌日の気象情報を伝えていた。2012年7月から同年9月まで実施。
メインコーナー（固有コーナー名無し）
スタジオ出演者たちがその日のテーマについてトークをするコーナーで、番組の序盤から中盤までをたっぷり使って行われていた。2012年8月6日放送分のように、番組全ての時間を使って行われることもあった。全期間にわたって実施。
日刊1スタ
相澤がその日の朝に伝えられたニュースや名古屋市内各地で収録してきたインタビュー映像などを紹介し、スタジオ出演者たちからコメントを貰っていたコーナー。金曜には「週刊1スタ」と題し、その週に伝えられたニュースの中から1つを話題に選ぶ方式を取っていた。全期間にわたって行われていたが、メインコーナーの尺拡大時には休止にされていた。
トコトン!ツウ
水城と平松、もしくは水城と織田がオークローンマーケティング運営ブランドの取り扱い商品を紹介していたインフォマーシャルコーナー。2012年5月から同年7月まで実施。同年8月以降は、替わってエンドカードの表示直後にオークローンマーケティングの通販番組が放送されるようになった。
エンディング
エンディングでは、スタジオ出演者たちがその日のまとめトークを行いながら次回出演予定のレギュラーコメンテーターとゲストコメンテーターを紹介していた。同時に、テロップで翌日の気象情報を伝えていた。2012年8月以降は、前述の「トコトン!ツウ」が廃止されたことからエンディングに入る時刻が早くなった。

## テーマ曲

### メインコーナー導入部テーマ
- スター・ウォーズ メイン・タイトル（ジョン・ウィリアムズ、2012年4月 - 2013年3月）

### エンディングテーマ
- 愛を知る為の愛（岡平健治、2012年4月 - 2012年9月）
- You & Me （しおり、2012年10月 - 2013年3月）

## トコトン!サタデー
2012年12月22日から2013年9月14日まで同局で放送された関連番組。放送時間は毎週土曜 12:30 - 13:00。土曜版に相当するが、こちらはワイドショーではなく、かつての『3時のつボッ!』のように地元の話題を伝えるローカル情報番組として放送された。
最終回から2週間後の2013年9月28日には、15分特別編の『トコトン!サタデー スペシャル』が同局で放送された。さらに同年10月20日からは、放送曜日を変更してMC以外のメンバーを総入れ替えした後継番組『日曜なもんで!』が放送されている。

### MC
- 杉浦太陽
- 菊池優（当時テレビ愛知アナウンサー）

### リポーター
- 土屋友里菜
- 山崎愛香
- 山口千景
- 川村茉由
- 相澤伸郎（テレビ愛知アナウンサー） - 「城のある街へ」を担当。2013年4月から出演。
- 高木大介（テレビ愛知アナウンサー） - 「城のある街へ」を担当。2013年7月から出演。

### スタッフ
- 制作協力 - アイプロ
- 制作著作 - テレビ愛知